# Musellifer sublitoralis
Musellifer sublitoralis is een buikharige uit de familie Muselliferidae. Het dier komt uit het geslacht Musellifer. Musellifer sublitoralis werd in 1969 voor het eerst wetenschappelijk beschreven door Hummon. 